# خباري وضحى
خباري وضحى منطقة سعودية في محافظة حفر الباطن بالمنطقة الشرقية شرق المملكة العربية السعودية، والخباري جمعُ خَبرة وهي قاع في الأرض يحفظ ما يتسرب إليه من الأودية والشعاب مِن ماء المطر.

## أحداث
- في سنة 1929 كان الملك عبد العزيز مخيماً في خباري وضحا متعقباً لإخوان من طاع الله، قال يوسف ياسين الذي كان مرافقاً للملك عبد العزيز "في أثناء تعقب الدويش، خرجنا مع جلالة الملك إلى أن بلغنا مكاناً يُسمى خرجة يبعد عن حدود العراق خمسة كيلومترات وأمام ذلك (نقطة) من شرطة البادية العراقية في الخيام تُدعى "نقطة العبيد" كان القائد كلوب قائد البادية العراقية قد جعلها مقرَّهُ، وكان رئيس الوزارة العراقية إذ ذاك ناجي السويدي فلمّا علِم بوجود الملك عبد العزيز على مقربة من الحدود عمل على اجتماعه بالملك فيصل في مكان من المنطقة المحايدة بين العراق والمملكة العربية السعودية يُسمى الرخيمية وتولى المراسلة في ذلك المندوب السامي البريطاني في العراق السرّ همفرز ثم بدأ الاتصال برقياً بين عبد العزيز وفيصل مباشرة لتعيين موعد الاجتماع ومكانه وان الملك عبد العزيز في خلال ذلك قد تحوّل من خرجة إلى خباري وضحا بسبب التجاء الدويش إلى أراضي الكويت والتجاء ابن مشهور إلى أراضي العراق ولم يعد هناك عدوّ يطارده عبد العزيز في المنطقة فرأى النزول على خباري وضحا لوفرة مياهها وتوسّط موقعها بين العراق والكويت والمملكة السعودية"،[1]
- ذُكر أن فيصلاً الدويش (شيخ مطير وزعيم الإخوان المتمردين) أُحضرَ على متن طائرة من الكويت التي كان فيصل لاجئاً فيها عند الإنجليز إلى مخيم الملك عبد العزيز بخباري وضحا،[2]
- قالت جريدة الجزيرة "في عام 1348هـ الموافق 1929م قام الملك عبدالعزيز بشراء أربع طائرات عسكرية من أحدث المقاتلات المعروفة آنذاك وهي مقاتلات ويستلاند وابيتي، وشرع في تأسيس نواة قوة جوية للبلاد واختار جزيرة دارين قاعدة لها، وهكذا أصبح في المملكة قاعدتان للطيران إحداهما في المنطقة الشرقية والأخرى في المنطقة الغربية، واستعرض جلالته الطائرات الجديدة عندما أمر بأن تتوجه من قاعدتها في دارين إلى معسكر جلالته في (خباري وضحا) في 16 شعبان 1348هـ الموافق 16 يناير 1930م، حيث قرر جلالته افتتاح مدرسة لتعليم المواطنين السعوديين الطيران وعلوم صيانة وإصلاح الطائرات، ولكن قسوة الحياة وقلة الموارد وصعوبة الحصول على قطع الغيار والمستلزمات الفنية أدت إلى تعثر أعمال تلك المدرسة"، لذلك يُعدّ يوم 16 يناير عام 1930م ميلاداً وتأسيساً لقوة الطيران في المملكة العربية السعودية.[3][4]